# Ala-Leipojoki
De Ala-Leipojoki is een rivier in het noorden van Zweden, ontspringt in de gemeente Gällivare en is 43 kilometer lang. De rivier komt door de Leipojärvi, dat is een groep meren, en stroomt verder naar het zuidoosten naar de Lina. De rivier is in het landschap moeilijk te herkennen, omdat het er overal moeras is.
Ala-Leipojoki → Lina → Angesan → Kalixälven